# Ánh trăng

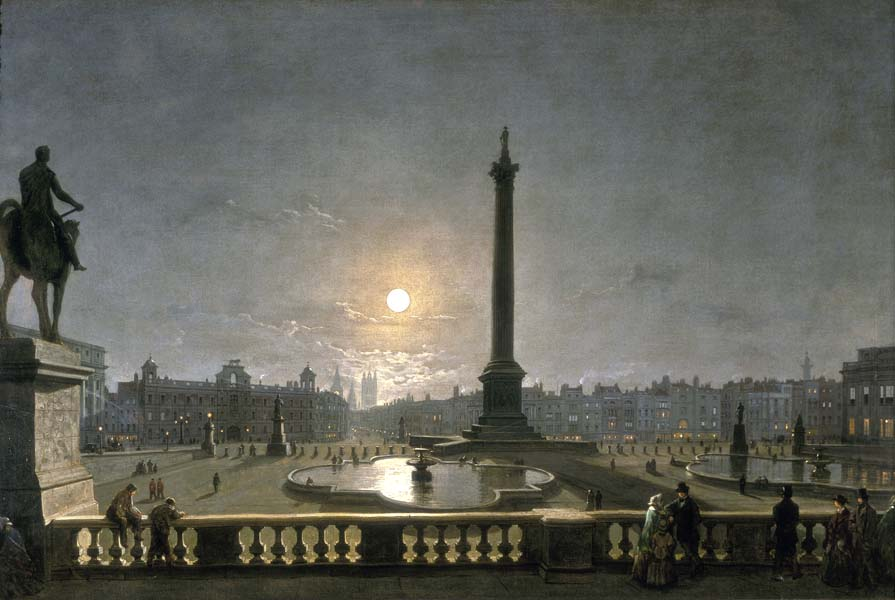
Tranh vẽ "quảng trường Trafalgar dưới ánh trăng", khoảng 1865, viện bảo tàng Luân Đôn

Ánh trăng gồm chủ yếu là ánh sáng Mặt Trời phản chiếu trên bề mặt Mặt Trăng. Quang phổ của ánh trăng rất giống với quang phổ của ánh sáng Mặt Trời, chỉ khác là cường độ yếu hơn, do hệ số phản xạ của bề mặt Mặt Trăng thay đổi tương đối ít với bước sóng ánh sáng.
Ánh sáng phát ra từ Mặt Trăng còn là ánh sáng phản chiếu từ Trái Đất và các thiên thể khác, tuy nhiên chúng không đáng kể so với đóng góp từ Mặt Trời. Bức xạ điện từ có nguồn gốc từ chính Trái Đất phản xạ lên Mặt Trăng và dội ngược về có thể quan sát rõ nhất khi Mặt Trăng bị Trái Đất che khuất trong nguyệt thực, hay trong phần tối của Mặt Trăng khuyết, và trong phổ hồng ngoại, vốn là cực đại bức xạ vật đen của Trái Đất.

## Trong văn thơ
Ánh trăng (Nguyễn Duy, 1978)

## Trong nghệ thuật tạo hình

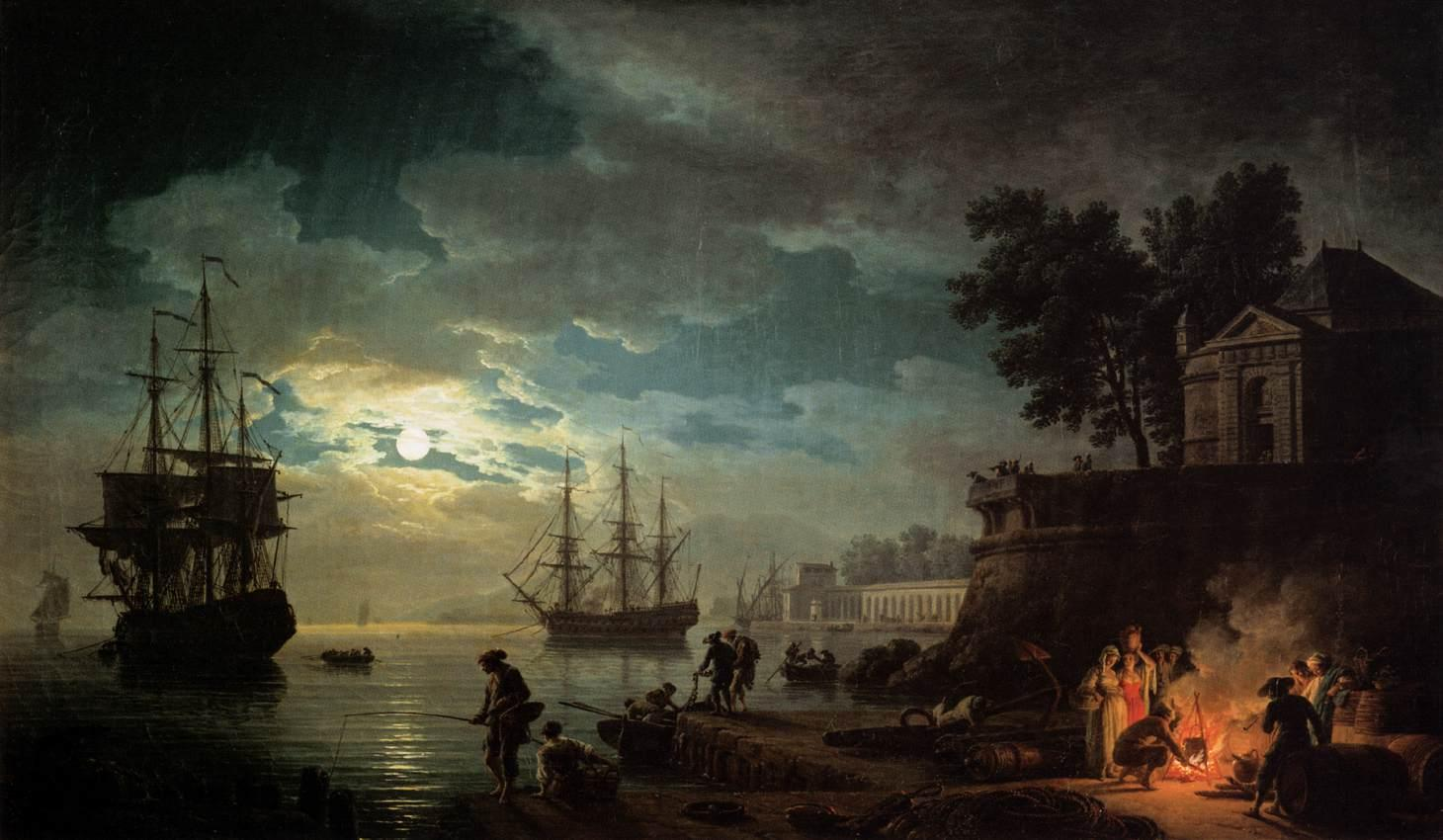
Seaport by Moonlight (1771) sáng tác bởi Claude Joseph Vernet
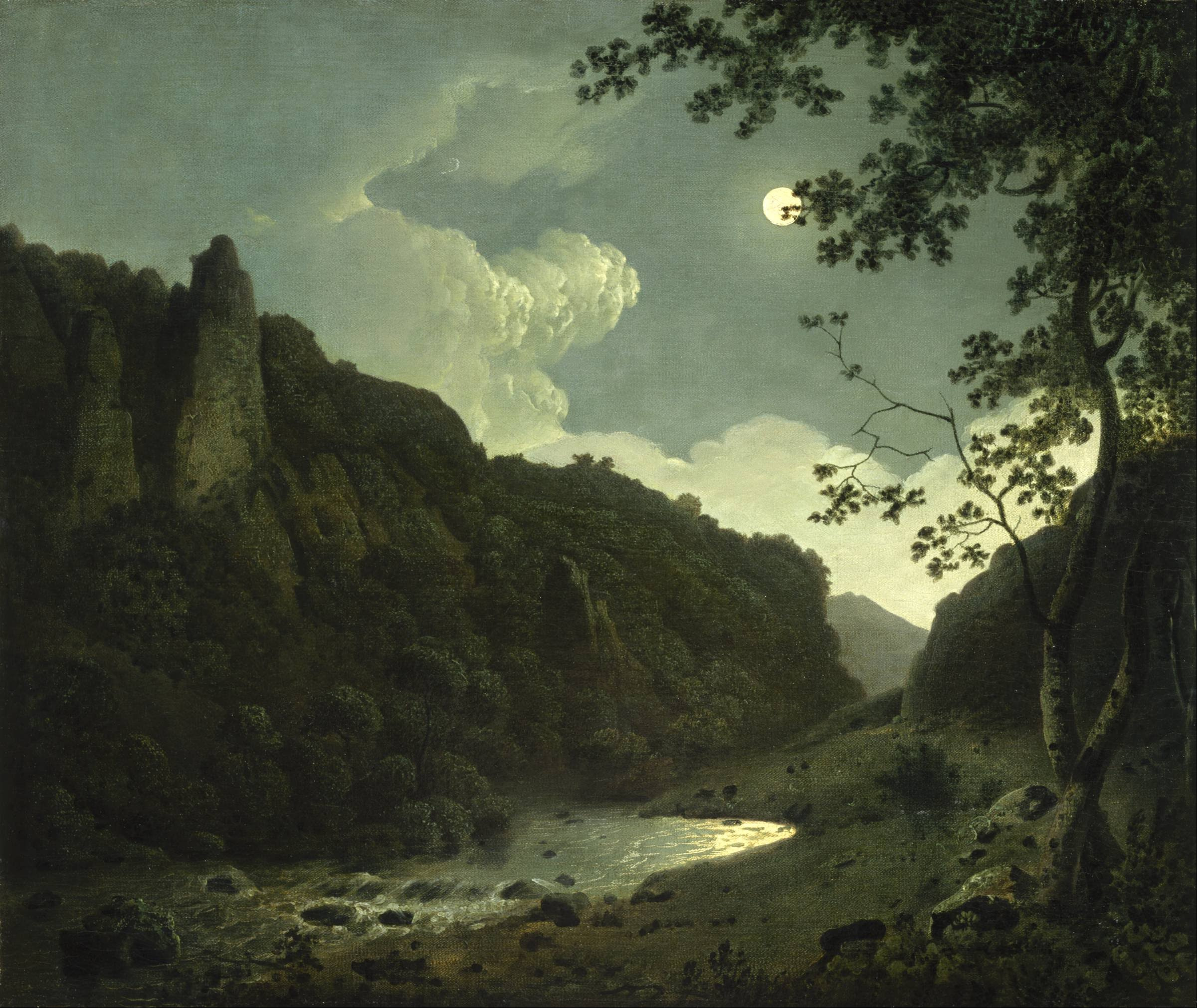
Dovedale by Moonlight (1784) sáng tác bởi Joseph Wright of Derby
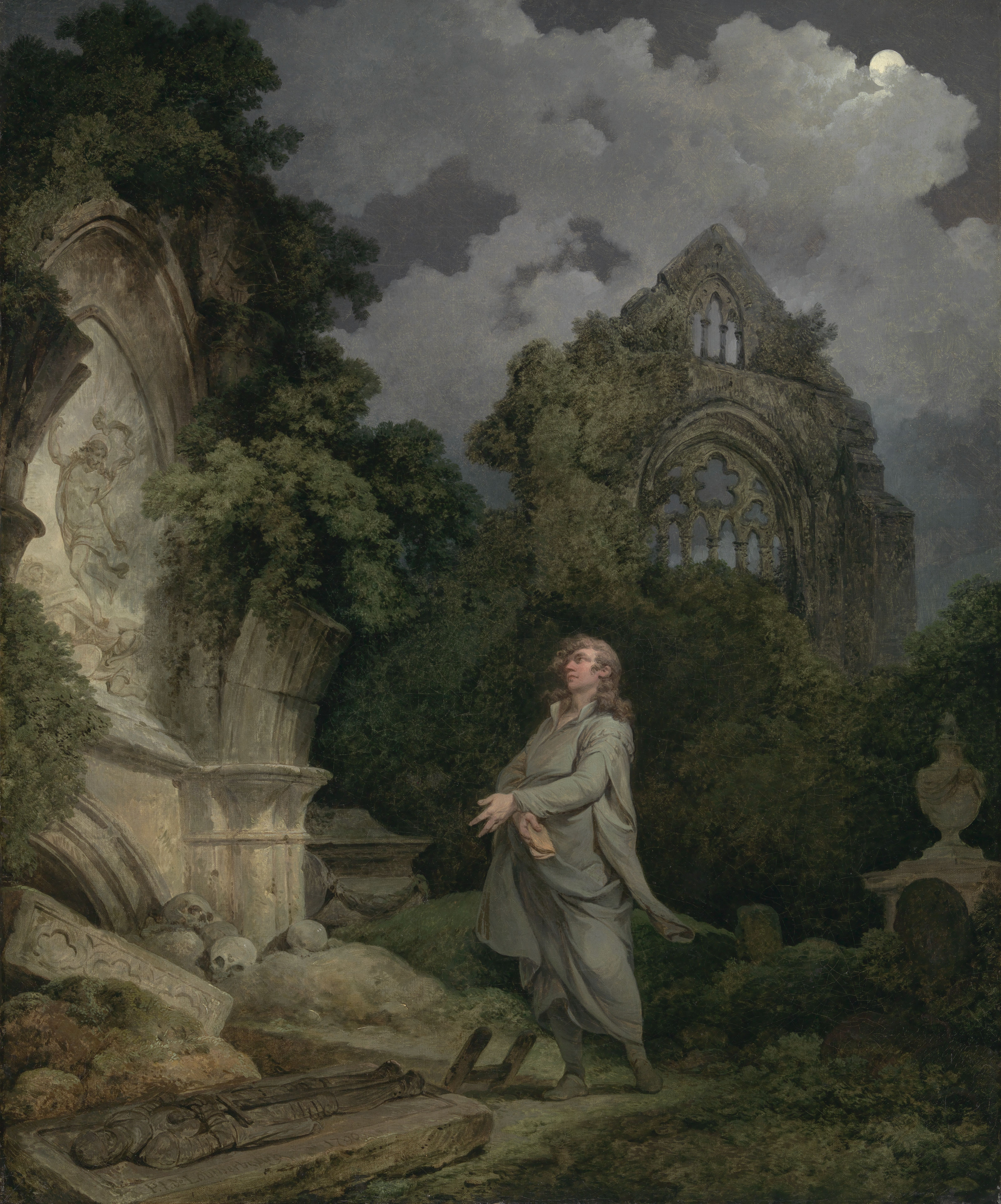
A Philosopher in a Moonlit Churchyard (1790) sáng tác bởi Philip James de Loutherbourg
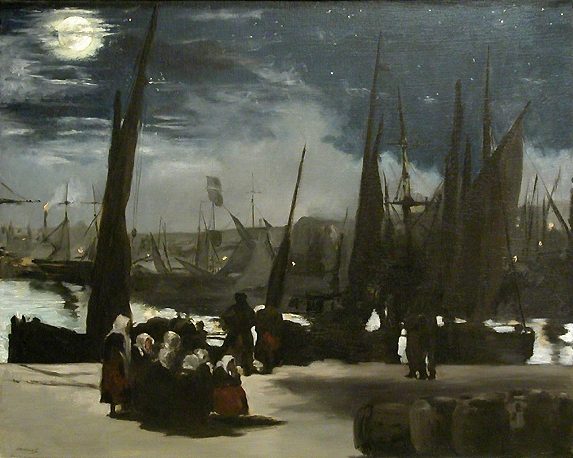
The Port of Boulogne by Moonlight (1869) sáng tác bởi Édouard Manet
The Starry Night (1889) sáng tác bởi Vincent van Gogh
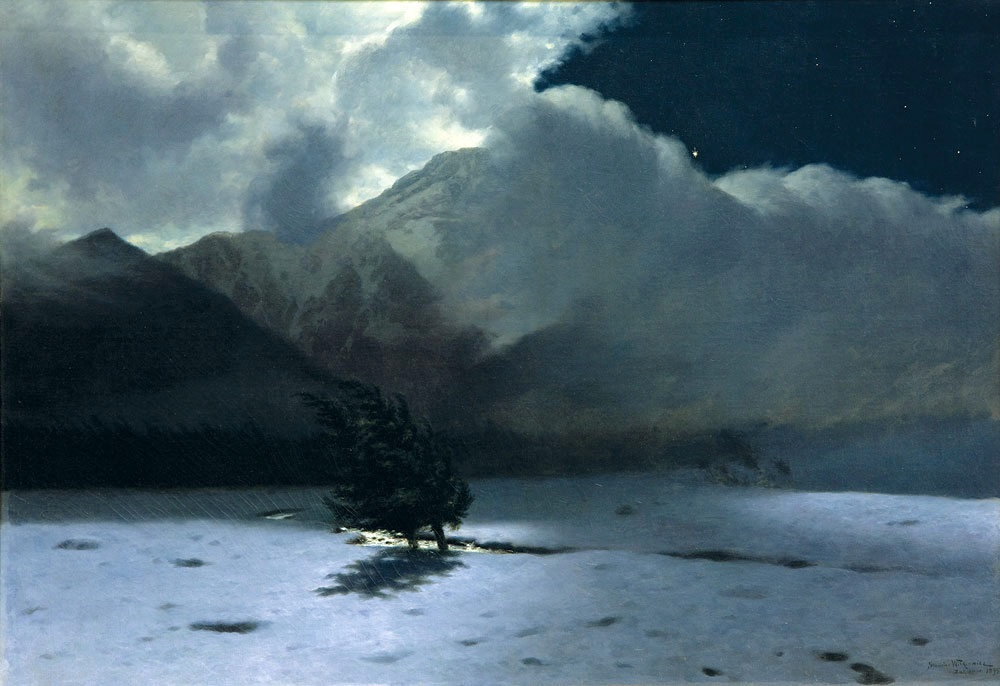
Halny (1895) sáng tác bởi Stanisław Witkiewicz